# 371 Bohemia
A 371 Bohemia (ideiglenes jelöléssel 1893 AD) a Naprendszer kisbolygóövében található aszteroida. Auguste Charlois fedezte fel 1893. július 16-án.